# Serra International
Serra International (Abk. Serra) ist eine internationale römisch-katholische Laiengemeinschaft zur Förderung der geistlichen Berufe.

## Geschichte
Serra International wurde 1935 als Informationsplattform für Männer in Seattle, USA, gegründet, seit 1986 sind auch Damen als Mitglieder zugelassen. Am 3. Mai 1951 wurde Serra in das Päpstliche Werk für geistliche Berufe eingegliedert.
In den 1950er und 1960er Jahren gründeten sich Ableger in Kanada, Mexiko, Südamerika, Europa, Asien und Australien. In den 1970er und 1980er Jahren in Großbritannien, Brasilien und Spanien.
Namensgeber war der in Kalifornien tätige spanische Franziskaner-Missionar Junípero Serra.

## Organisation
Die Gemeinschaft ist global tätig und hat über 19.000 Mitglieder (Männer, Frauen und Ständige Diakone) in über 800 Serra Clubs in fast 40 Staaten (Stand 2013). Sitz von Serra International ist in Chicago. Es existieren 12 nationale Konzile (Stand 2012).
In den USA sind über 10.000 Mitglieder in 290 örtlichen Serra Clubs engagiert.
Die 1951 gegründete Stiftung Serra International Foundation unterstützt die Arbeit der Gemeinschaft.